# Комшићи
Комшићи су насељено мјесто у општини Жепче, Босна и Херцеговина.

## Историја
Комшићи је до 2001. био у саставу општине Маглај.

## Становништво
|             | 2013.        | 1991.        | 1981.        | 1971.        |
| Укупно      | 147 (100,0%) | 310 (100,0%) | 305 (100,0%) | 458 (100,0%) |
| Хрвати      | 146 (99,32%) | 306 (98,71%) | 305 (100,0%) | 457 (99,78%) |
| Непознато   | 1 (0,680%)   | –            | –            | –            |
| Срби        | –            | 2 (0,645%)   | –            | –            |
| Југословени | –            | 1 (0,323%)   | –            | –            |
| Остали      | –            | 1 (0,323%)   | –            | 1 (0,218%)   |